# まなみんのチャンチョアKOREA!
まなみんのチャンチョアKOREA! は2018年4月6日より9月28日までLOVE FMで放送されていたラジオ番組である。

## 概要
non-noモデルとして活躍する江野沢愛美の冠番組である。韓国通である彼女がK-POPはじめファッション、コスメなど韓国関連のトレンドを紹介するという内容になっている。
当番組はAbemaRADIOでも制作局での放送終了後に配信されている。

## 放送・配信時間
いずれもJST。
ラジオ
- LOVE FM 金曜日 22:30 - 23:30

インターネット配信
- AbemaRADIO 日曜日 21:00 - 22:00

## ナビゲーター
- 江野沢愛美

## コーナー
- 声に出して言いたい韓国語講座